# Лумбарденик
45°05′ пн. ш. 15°35′ сх. д. / 45.09° пн. ш. 15.59° сх. д.
Лумбарденик (хорв. Lumbardenik) — населений пункт у Хорватії, у Карловацькій жупанії у складі міста Слунь.

## Населення
Населення за даними перепису 2011 року становило 141 осіб.
Динаміка чисельності населення поселення: